# Vyšná Slaná
Vyšná Slaná és un poble i municipi d'Eslovàquia. Es troba a la regió de Košice, a l'est del país.

## Història
La primera referència escrita de la vila data del 1362.

## Demografia
| Godina             | 1994 | 2004   | 2014   | 2024    |
| ------------------ | ---- | ------ | ------ | ------- |
| Nombre de persones | 582  | 529    | 505    | 422     |
| Diferència         |      | −9,10% | −4,53% | −16,43% |

| Godina             | 2023 | 2024   |
| ------------------ | ---- | ------ |
| Nombre de persones | 420  | 422    |
| Diferència         |      | +0,47% |